# Lozana
Lozana (francosko Lausanne, frankoprovansalsko Losena) je mesto v Švici na obali Ženevskega jezera (fr. Lac Léman), z okoli 140.000 prebivalci (občina; aglomeracija s predmestji do okoli 420.000, metropolitansko območje do 1,3 milijona). Lozana je glavno mesto kantona Vaud in okraja Lozana, za Ženevo drugo največje mesto v frankofonskem delu Švice ter četrto ali peto po velikosti v celotni državi (izmenjaje z Bernom). V mestu ima sedež Mednarodni olimpijski komite in veliko število različnih športnih organizacij oz. zvez. 
V tem mestu je bil julija leta 1923 podpisan Lausannski sporazum, kateri nosi tudi ime po mestu in sicer v zgodovinskem hotelu Beau-Rivage, kateri stoji še danes.

## Zgodovina
Področje, kjer danes leži mesto Lozana je bilo naseljeno že v 4. tisočletju pred našim štetjem. Na mestu tega naselja so leta 15 pred našim štetjem Rimljani zgradili vicus z imenom Lousonna, ki se je nahajal na območju današnje mestne četrti Vidy. Naselje je bilo tu naseljeno do propada Rimskega cesarstva, takrat pa so se prebivalci, zaradi vpadov Germanov preselili na bližnji hrib, kjer je danes središče mesta.
Lozana je bila ena od postojank ob cesti Via Francigena, po kateri so potovali romarji ter drugi popotniki v Rim. Kasneje so mestu vladali savojske vojvode in  škofje, ki pa so prihajali iz Lausanne. V času med 1536 in 1798 je mesto spadalo pod Bern, takrat so iz mesta pobrali veliko kulturnega bogastva. V času Napoleonovih, je mesto leta 1803 mesto dobilo nov status in sicer glavno mesto novonastalega kantona kantona Vaud, zaradi vstopa v Švicarsko federacijo. V obdobju med letoma 1950 in 1970 se je v mesto priselilo veliko Italijanov. 
Leta 1992 so meščani z referendumom zavrnili predlog za organizacijo zimskih olimpijskih iger. Odločitev je bila presenetljiva, saj se v mestu nahaja Mednarodni olimpijski komite.

## Geografija
Najpomembnejša geografska znamenitost v okolici mest je Ženevsko jezero. Lozana leži na južnem delu švicarske planote, razlika med najvišjo in najnižjo točko v mestu pa je kar okoli od 500 m.
V središču mesta je včasih tekla reka Flon, vendar so jo v 19. stoletju »pokrili«. Reka se danes nahaja pod ulico Centrale. Mesto ima nadimek »evropski San Francisco«, zaradi velikega povečanju mestnih ulic
Lausanne leži med dvema vinskima regijama, na vzhodu leži ob vinski regiji Lavaux na zahodu pa na vinsko regijo  la Côte . Mesto ima skupaj s predmestji okoli 250.000 prebivalcev, sama  Lozana pa okoli 130.000. 

## Izobraževanje
V mestu se nahaja kar nekaj svetovno znanih izobraževalnih ustanov, največ na področju turizma.
- Šola hotelirstva v Lozani
- Švicarski federalni tehnološki institut - Lozana
- Mednarodni inštitut za menedžment (IMD)
- Univerza v Lozani (Université de Lausanne)
- Konservatorij v Lozani

## Kultura
V mestu je na področju kulture zelo razvita glasba, najbolj znani skupini iz Lausanne pa sta Orchestre de Chambre de Lausanne in Ensemble Vocal.
Vsako leto priredijo julija priredijo takoi menovan Festival mesta. Drugi znani festivali pa so še  Bachov festival («Le Festival et Concours Bach de Lausanne«) in Noč muzeja («La Nuit de Musées«).

### Muzeji
- Musée Olympique Lausanne (Olimpijski muzej)
- Musée de l'Elysée  (Elizejski muzej)
- Fondation de l'Hermitage (Fundacija Hermitage)
- L'Art Brut  ( L'Art Brut  zbirka')
- Musée de design et d'arts appliqués contemporains (Muzej oblikovalske in sodobne umetnostni')
- Musée Historique de Lausanne Arhivirano 2007-07-11 na Wayback Machine. (Zgodovinski muzej Lausanne)
- Cabinet des Médailles cantonal Arhivirano 2008-04-18 na Wayback Machine.
- Espace Arlaud
- Espace des Inventions (Znanstveni center za otroke)
- Fondation Claude Verdan (francosko) - Musée de la main (Muzej Roke)
- Vivarium de Lausanne (Vivarij Lausanne)
- Forum d'architectures de Lausanne
- Forum de l'Hôtel de Ville
- Musée cantonal d'Archéologie et d'Histoire (Kantonalni muzej arheologije in zgodovine)
- Musée cantonal des Beaux-Arts Arhivirano 2006-08-27 na Wayback Machine. (Kantonalni muzej lepe umetnosti)
- Musée cantonal de Géologie (Kantonalni geološki muzej)
- Musée et jardins botaniques cantonaux (Kantonalni muzej in botanični vrt)
- Musée de Pully (Muzej Pully)
- Musée romain de Lausanne-Vidy (Rimski muzej Lausanne-Vidya)
- Musée de la Villa romaine de Pully
- Musée cantonal de Zoologie (Kantonalni zoološki muzej)
- Roseraie de la Vallée de la Jeunesse
- Etablissement horticole de la Bourdonnette - serres de la Ville

### Šport
V Laussani je šport zelo popularen, najbolj med njimi pa je vodni, ki je možen na bližnjem jezeru in planinstvo na bližnjih vrhovih. Popularno pa je tudi kolesarstvo. 
- Hokejski klub Lausanne
- Nogometni klubLausanne-Sport
- Veslaški klub Lausanne-Sports Aviron
- Sedež Mednarodnega olimpijskega komiteja
- Sedež Mednarodne hokejske zveze
- Sedež Mednarodne namizno teniške zveze
- Fédération Aéronautique Internationale (FAI) *Fédération Equestre Internationale (FEI)
- Fédération Internationale des Sociétés d'Aviron (FISA)
- Mednarodna bejzbolska zveza
- Mednarodna plavalna zveza
- Mednarodna drsalska zveza

## Prevoz

### Javni prevoz
Javni prevoz v mestu se odvija z avtobusi, metrojem (katerega upravlja TL),  mednarodnimi in regionalnimi vlaki (CFF, LEB ) in ladjami (CGN ). Večina javnega prometa pa se odvija z trolejbusom.
Lozana je prvo mesto v Švici, ki ima metro z gumijastimi kolesi in obenem najmanjše mesto na svetu s to vrsto javnega prevoza. Prva proga je bila odprta leta 2008. 

### Ceste
Lozana je povezana z avtocesto A1 na vzhodni (povezana z Ženevo in Zürichom) in z avtocesto A9 na severni in vzhodni strani, ki jo povezuje z Italijo.

## Znani prebivalci
V Lozani so se rodili:
- Umberto Agnelli, italijanski podjetnik
- David Bennent, igralec
- Metropolit Antonij Bloom
- François-Louis David Bocion, švicarski umetnik
- Johann Ludwig Burckhardt, popotnik
- Alejo Carpentier, kubansko-francoski pisatelj
- Stéphane Chapuisat, nogometaš
- Benjamin Constant,  mislec, pisatelj in francoski politik
- Aloise Corbaz,  umetnik
- Jean-Pascal Delamuraz, švicarski politik
- Charles Dutoit, dirigent
- Egon von Furstenberg, modni oblikovalec
- Eugène Grasset, umetnik
- Bertrand Piccard,  psihiater in balonist
- Charles Ferdinand Ramuz, švicarski pisatelj
- Ubol Ratana, tajska pricesa
- Théophile Steinlen, slikar Art Nouveaua
- Elizabeth Thompson britanska slikarka
- Bernard Tschumi, moderni arhitekt in pisatelj
- Félix Vallotton, postimpresionistični slikar

Slavni prebivalci:
- Jean Anouilh, francoski dramatik
- Maurice Béjart, koreograf
- Pierre de Coubertin, francoski baron in ustanovitelj IOC-a
- Victoria Eugenia de Battenberg,  španska kraljica
- Peter Carl Fabergé, ruski zlatar/draguljar
- Oswald Heer, švicarski znanstvenik
- Stéphane Lambiel, drsalec
- James Mason, angleški igralec
- Waldemar Mordecai Haffkine, ukrajinski bakteriolog
- Auguste Piccard, švicarski fizik
- Georges Simenon, belgijski pisatelj
- Karol Szymanowski, poljski skladatelj
- Eugène Viollet-le-Duc, francoski arhitekt
- Pierre Viret, švicarski reformacijski teolog

## Galerija fotografij
- Mesto
- Mesto
- Ženevsko jezero
- Vinogradi v Lavauxu
- Staro mesto
- Palais de Beaulieu
- Želežnica
- Bel-Air